# Hermeneutischer Zirkel
Der Ausdruck vom hermeneutischen Zirkel (von altgriechisch ἑρμηνεύω hermēneúō „übersetzen, erklären, auslegen“) ist eine zunächst visuelle Vergegenständlichung der zwischen Autor und Rezipient widersprüchlichen Interpretationssituation und der geisteswissenschaftlichen Bemühungen zu ihrer Überbrückung, u. a. in Bezug auf Texte geschichtlichen oder psychologischen Inhalts oder auf Kunstwerke.

## Hintergrund
Das Verstehen des Sinns kultureller Äußerungen (Darstellungen, Kunstwerke, Texte usw.) ist an bestimmte Vorbedingungen (Vorwissen und Vorannahmen, Werturteile, Begriffsschemata usw.) von Interpreten gebunden, die im Regelfall nicht mit jenen der Produzenten deckungsgleich sind. Der Prozess der Annäherung beider „Verstehenshorizonte“ ist fortschreitend und schließt niemals ab. Die Vorstellung eines Zirkels (d. h. einer Kreisbewegung) entspricht dabei der Tatsache, dass es keinen objektiven, von sicherem Standort beginnenden und linearen, direkt zielführenden Weg zum Sinn eines Textes oder Kunstwerks gibt, sondern der Verstehende sich erstens bereits in einer verstehenden Annäherungsbewegung befindet und sich dabei zweitens, wenn er sich nicht ohnehin nur „im eigenen Kreise dreht“, dem Verstehensziel bestenfalls in einer Spiralbewegung annähern kann, ohne doch je zu einem vollständigen „Verständnis“ des Objektes seines Interesses gelangen zu können.
Die These vom hermeneutischen Zirkel als Voraussetzung der hermeneutischen Methode wurde wohl erstmals von dem Altphilologen Friedrich Ast (1778–1841) aufgestellt und 1808 veröffentlicht:

„Wenn wir nun aber den Geist des gesamten Altertums nur durch seine Offenbarungen in den Werken der Schriftsteller erkennen können, diese aber selbst wieder die Erkenntnis des universellen Geistes voraussetzen, wie ist es möglich, da wir immer nur das eine nach dem anderen, nicht aber das Ganze zu gleicher Zeit auffassen können, das Einzelne zu erkennen, da dieses die Erkenntnis des Ganzen voraussetzt? Der Zirkel, dass ich a, b, c usw. [= die Werke einzelner Autoren] nur durch A [= der „Geist des Alterthums“] erkennen kann, aber dieses A selbst wieder nur durch a, b, c usf., ist unauflöslich, wenn beide A und a, b, c als Gegensätze gedacht werden, die sich wechselseitig bedingen und voraussetzen, nicht aber ihre Einheit anerkannt wird, so dass A nicht erst aus a, b, c usf. hervorgeht und durch sie gebildet wird, sondern ihnen selbst vorausgeht, sie alle auf gleiche Weise durchdringt, a, b, c also nichts anderes als individuelle Darstellungen des Einen A sind. In A liegen dann auf ursprüngliche Weise schon a, b, c; diese Glieder selbst sind die einzelnen Entfaltungen des Einen A, also liegt in jedem auf besondere Weise schon A, und ich brauche nicht erst die ganze unendliche Reihe der Einzelnheiten zu durchlaufen, um ihre Einheit zu finden.“

## Die hermeneutische Methode
In der Erkenntnistheorie ist vor allem der von Martin Heidegger in Sein und Zeit dargestellte Ansatz bedeutsam geworden, der den hermeneutischen Zirkel „ontologisch“ begründen will. Danach liegt der Anfang des hermeneutischen Zirkels in einer ursprünglichen Grundevidenz der Wahrheit. Nur weil der Mensch „immer schon“ in der Wahrheit seines Seins stehe, könne er die Wahrheitsfrage über den Sinn seines Menschseins stellen und diese weiter ausbauen. Demzufolge ist jede Aussage, die von einem Individuum getroffen wird, für dasselbige ein hermeneutischer Zirkel, da dieses sowohl die Wahrheit als auch die „Erkenntnis“ der Wahrheit schon innehat, oder anders formuliert, sich die Frage nach der Wahrheit nicht stellen kann, da es diese ja schon ist. Diese Auffassung hat Hans-Georg Gadamer in seiner Hermeneutik weiterentwickelt.
Grundlage der Interpretation ist die Ergriffenheit des Lesers. Dementsprechend sind Gebrauchstexte von der hermeneutischen Methode ausgeschlossen. Emil Staiger umschrieb dies folgendermaßen: „Dass wir begreifen, was uns ergreift.“ (Emotionales muss rational erklärt werden, Faszination führt zu Analyse.) Der eigentliche Verstehensprozess besteht dann aus
1. der Bildung von Vorurteilen (d. h. Vorwegnahmen oder Vorannahmen), in denen Vermutungen über den Sinn eines Textes (oder eines Textabschnittes) vorausgeworfen werden;
2. der anschließenden Erarbeitung des Textes (oder Textabschnittes).

Dieser Prozess führt zur Änderung und Weiterentwicklung des ursprünglichen Vorwissens, die Bereitschaft zur Revision der eigenen Vorurteile vorausgesetzt (vgl. Offenheit, Empfänglichkeit bei Gadamer). Herausschälbar sind drei Stadien und ein Vorstadium:
- Vorstadium: Herausbildung eines Vorverständnisses, Meisterung der Sprache, Vorstellung über äußere Bedingungen eines Textes
- Der hermeneutische Entwurf (erstes Stadium): Horizontverschmelzung zwischen Verstehenshorizont und Bedeutungshorizont
- Die hermeneutische Erfahrung (zweites Stadium): Vorverständnis wird erweitert und korrigiert
- Der verbesserte Entwurf (drittes Stadium): Tieferes Verständnis, Reifung des Vorverständnisses

Mit diesem überarbeiteten Vorverständnis kann der Verstehensprozess erneut angestoßen werden, so dass die vorausliegenden Stadien nochmals durchlaufen werden. Im Prinzip kann dieser Kreis endlos wiederholt werden.
Der hermeneutische Zirkel wird oft als Methode sui generis in den Geisteswissenschaften verstanden, durch die sich die Geisteswissenschaften von den Naturwissenschaften unterscheiden. Der analytische Wissenschaftsphilosoph Wolfgang Stegmüller hat allerdings eingewendet, dass das Bild des hermeneutischen Zirkels erstens keinen Zirkel beschreibt (sondern eine „hermeneutische Spirale“), zweitens keine Methode ist und drittens kein Unterscheidungsmerkmal zwischen geisteswissenschaftlicher und naturwissenschaftlicher Erkenntnis darstellt.

## Bedeutung in der Postmoderne
Für postmoderne Philosophen ist der hermeneutische Zirkel besonders problematisch. Sie glauben nicht nur, dass man die Welt nur durch die Worte erkennen kann, mit denen man sie beschreibt, sondern auch, dass „immer wenn Menschen eine bestimmte Interpretation eines Texts oder eines Ausdrucks festzulegen versuchen, sie andere Interpretationen als den Grund für ihre Interpretation behaupten“. In anderen Worten: „Alle Bedeutungssysteme sind unabgeschlossene Systeme von Zeichen, die sich auf Zeichen beziehen. Kein Begriff kann daher eine letztgültige, eindeutige Bedeutung haben.“